# Konrad Bartelski
Konrad Bartelski, född 27 maj 1954, är en före detta brittisk alpin skidåkare. Han blev den första britten någonsin som slutade på pallen i en världscuptävling i alpin skidsport när han blev tvåa i störtlopp den 13 december 1981 i Val Gardena i Italien.
Bartelski deltog vid olympiska vinterspelen 1972, 1976 och 1980.